# Retiniphyllum truncatum
Retiniphyllum truncatum är en måreväxtart som beskrevs av Johannes Müller Argoviensis. Retiniphyllum truncatum ingår i släktet Retiniphyllum och familjen måreväxter. Inga underarter finns listade i Catalogue of Life.